# Fenton Spadrig
Fenton Spadrig (engelska: Fenton Crackshell), hemligt alias Gizmokvack (eng. Gizmoduck), är en tecknad figur som dök upp som en av flera nya karaktärer i andra säsongen av Disneys TV-serie DuckTales, där han jobbade som revisor åt Joakim von Anka. Han är en riktig talang på att räkna saker snabbt, liknande den autistiske titelkaraktären i filmen Rain Man. Joakim tvekade inte att anställa Fenton som revisor efter att han räknat haglen som Joakim avfyrade från sitt gevär för att skrämma iväg honom. Innan han fick jobbet som revisor, så jobbade han på en bön-fabrik, där han räknade bönor i burkar (detta var en lek med uttrycket "bean counter" (bönräknare), som på engelska är ett slangord för "revisor"). Fentons engelskspråkiga röst gjordes av Hamilton Camp och den svenskspråkiga rösten framfördes av Roger Storm. I den nya serien av DuckTales görs Fentons engelska röst av Lin-Manuel Miranda och hans fullständiga namn är Fenton Crackshell-Cabrera.

## Bakgrund
Eftersom Kalle Anka inte var med så mycket i serien övertog Fenton ofta Kalles plats i de avsnitt som var baserade på gamla serier av Carl Barks. Han arbetade tidigare på Ankeborgs bönfabrik med att räkna bönor. Då han, efter jobbet, fick syn på en anställningsaffisch sökte han arbete hos von Anka. Jobbet tillföll honom endast för att han kunde räkna haglen i skotten som Joakim sköt för att mota bort den påträngande Fenton.  Han klantar ofta till det, som till exempel i ett avsnitt när han använder Joakims gamla turkrona till att ringa Joakim. I serien lever han ett fattigt liv i husvagn med sin mamma som bara ser på TV hela dagarna.

## Gizmokvack
Fenton har en hemlighet, som bara han själv, hans mamma och Joakim von Anka känner till: när han använder en robotliknande dräkt är han en superhjälte vid namn Gizmokvack, och jobbar dessutom som vakt till Joakims pengabinge. 
Som Gizmokvack räddar Fenton invånarna i Ankeborg från brottslingar och andra bekymmer. Figuren introducerades i det femdelade specialavsnittet Super DuckTales. Gizmokvack är till synes en blandning mellan anka och robot, som kör omkring på ett hjul. Egentligen är han en anka klädd i ett mekaniskt exoskelett. 
Gizmokvacks dräkt byggdes av Oppfinnar-Jocke på uppdrag av Joakim, som planerade anställa någon att använda den för att skydda kassavalvet. Jocke skyddade dräkten från obehöriga genom att tilldela den ett kodord, som måste uttalas innan dräkten automatiskt flyger på den som säger ordet. Han valde ordet "krankelfnatt" (i engelskt original "blatherskite"; ovanligt ord: ungefär "gallimatias"), som han ansåg vara ett ovanligt ord. Vad han inte visste var att Fenton ofta använde uttrycket "brackelikrankelfnatt" (i original "blathering blatherskite") som en svordom. Givetvis råkade Fenton yttra ordet nära dräkten, och blev då Gizmokvack för första gången. Fenton sade i senare avsnitt "krackelibrankelfnatt" istället, vilket tydligen fungerade lika bra.
Dräkten har visat sig vara i stort sett oförstörbar, och är utrustad med en mängd mer eller mindre löjliga vapen. Förutom vanliga laserpistoler och raketgevär finns även baseballträ, dammsugare, pajkastare, skunk och en countrysjungande brödrostklocka. I paniklägen kan bäraren trycka på alla knappar samtidigt, vilket ger olika extrema effekter, som vanligtvis räddar hjälten på något lustigt sätt. Gizmokvack kan även flyga med dräkten.
Gizmokvack medverkade även i en handfull avsnitt i serien Darkwing Duck.